# Delminichthys
 Delminichthys és un gènere de peixos de la família dels ciprínids i de l'ordre dels cipriniformes.

## Taxonomia
- Delminichthys adspersus (Heckel, 1843)[2]
- Delminichthys ghetaldii (Steindachner, 1882)[3]
- Delminichthys jadovensis (Zupancic & Bogutskaya, 2002)[4]
- Delminichthys krbavensis (Zupancic & Bogutskaya, 2002)[5][6][7][8]